# Vulkaniskt glas
Vulkaniskt glas kan också användas som synonym till bergarten obsidian.

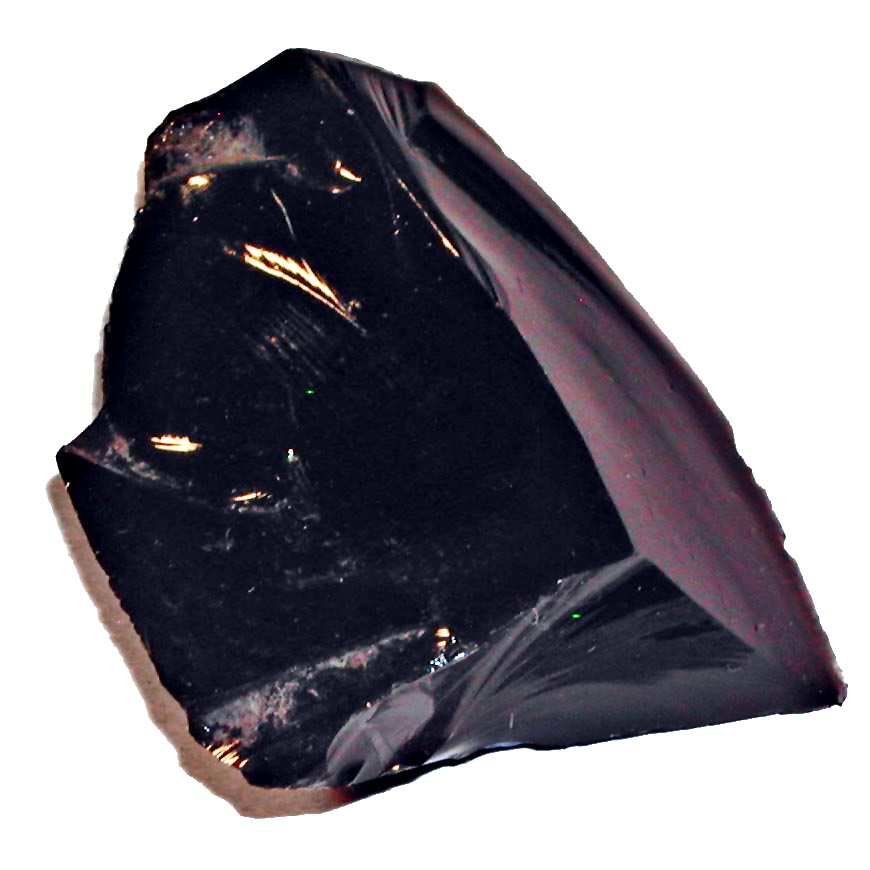
Obsidian

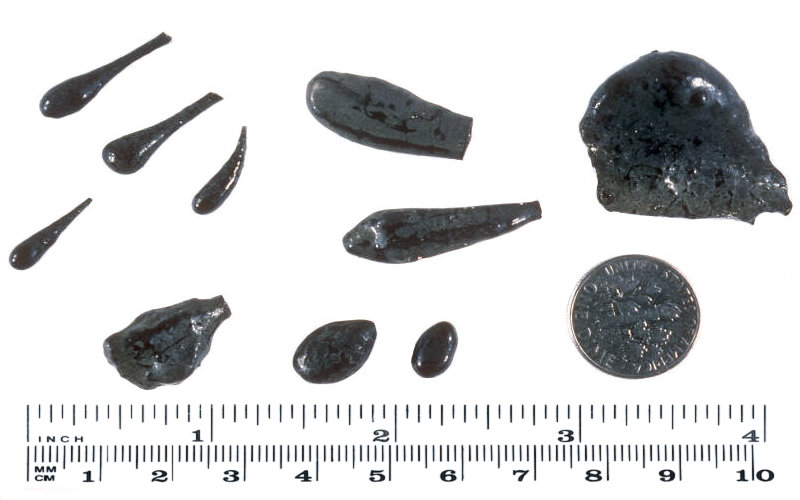
Pélés tårar

Vulkaniskt glas är ett samlingsnamn för olika magmatiska bergarter som blivit till genom att magma kylts och stelnat hastigt. Den varma lavan stelnar då den möter luft eller vatten som är flera hundra grader kallare. Vid en så snabb avkylning bildas det ingen kristallin struktur och bergarten blir glasig. Strukturen i vulkaniskt glas påminner om den i en silikatsmälta. Färgen varierar beroende på avkylningshastighet och sammansättning. Förutom glas kan dessa bergarter innehålla fältspat och kvarts. 
Glas är i vetenskapliga sammanhang ett ämne utan kristallstruktur som vid uppvärmning uppvisar en "glasövergång". Med glasövergång menar man hur glas vid uppvärmning går från att vara ett hårt och skört material till att bli ett segflytande, gummiaktigt ämne.
Samma sorts magma som långt ner i jorden långsamt stelnar till att bli granit med stora kristaller kan vid vulkanutbrott bli till glas. Glaset har till skillnad från graniten en homogen struktur. En homogen struktur innebär att trots att ett ämne kan ha flera beståndsdelar så är dessa jämnt fördelade i materialet.

## Exempel på vulkaniskt glas
- Obsidian
- Pélés hår
- Pélés tårar